# Salomone - Il tempio segreto
Salomone - Il tempio segreto (Maître Hiram et le roi Salomon) è un libro scritto da Christian Jacq. Appartenente alla collana I faraoni, il libro è stato pubblicato in Francia nel 1989, e in Italia il 31 gennaio 1999.

## Trama
980 a.C. Dopo essere riuscito a portare la pace e la prosperità nel popolo di Israele, il re Salomone, figlio di Davide, progetta ora di costruire un magnifico tempio sulle vette di Gerusalemme, un tempio capace di eguagliare lo splendore delle piramidi d'Egitto, dove la sacra Arca dell'Alleanza sarà custodita. Siccome nessun artigiano israelita è capace di riuscire in una simile impresa, Salomone ha ingaggiato un esperto muratore della Fenicia: Hiram, un uomo strano e solitario ma esperto nelle tecniche innovative dell'architettura egiziana. Inizia così una difficile amicizia tra il re e l'artigiano, un israelita e un fenicio, amicizia compromessa quando entrambi gli uomini si innamorano della stessa donna: Balkis, la bella regina di Sheba.

## Personaggi
- Salomone: figlio di Davide e Re d'Israele e primo protagonista del libro, progetta la costruzione di un grandioso tempio dove sarà custodita l'Arca dell'Alleanza.
- Hiram: muratore fenicio, dal carattere strano e misterioso ma esperto nelle tecniche architettoniche già implementate in Egitto, verrà assunto dal re Salomone, col quale stringerà un'amicizia.
- Balkis: affascinante regina di Sheba, di cui entrambi i protagonisti si innamoreranno, cosa che comprometterà la loro amicizia.

## Edizioni
- Christian Jacq, Salomone - Il tempio segreto, traduzione di Simonetta Franci, Mantova, Mondadori, 23 febbraio 1999,  p. 391, ISBN 978-8804460954.